# Vilhelm 2. af Apulien
Vilhelm 2. (1095-Juli 1127) var hertug af Apulien og Calabrien fra 1111 til 1127. Han var søn af hertug Roger Borsa. Hans mor, Adela af Flandern, havde tidligere været dronning af Danmark (gift med Knud den Hellige), og Vilhelm havde en ældre halvbror, Karl af Flandern.
Han efterfulgte sin far som hertug i 1111, men da han kun var 16 på det tidspunkt, fungerede Adela som regent de første par år. Da han selv kom til, viste han sig at være lige så svag en fyrste som hans far havde været, og han havde store problemer med at regere landet. Vilhelm kom hurtigt på kollisionskurs med sin jævnaldrende grandfætter, grev Roger 2. af Sicilien, og i det spil kunne han slet ikke klare sig. Pave Calixtus 2. måtte træde til i 1121 for at forlige de to. Efterfølgende hjalp Roger hertug Vilhelm med at nedkæmpe et oprør, anstiftet af den ellers ubetydelige baron Jordan af Ariano. Vilhelm havde konstant økonomiske problemer, og lånte store beløb hos sin velhavende grandfætter, og som betaling for dette og for hjælp mod oprørere, måtte Vilhelm opgive sin gamle titel som lensherre over grevskabet Sicilien. Styrkeforholdet mellem de to blev yderligere understreget af, at Vilhelm også opgav alle krav på Calabrien, som ellers havde været et fælles projekt mellem de to grene af Hauteville-slægten.
I 1114 giftede Vilhelm sig med Guadalgrima, datter af grev Robert af Carazzo, men de fik ingen børn. Han døde således uden arvinger i juli 1127 og efterlod sit rige til grandfætteren Roger 2., som dermed kom til at regere over alle de normanniske besiddelser i Syditalien, bortset fra det lille fyrstedømme omkring Capua.
Brown skriver, at det normanniske Apulien under Robert Borsa og Vilhelm havde mistet al sin energi og vitalitet, og at Vilhelms største gave til landet netop var, at han døde barnløs og dermed lod den sicilianske gren af slægten komme til.
Nutidens historikere ser ham som en ubetydelig regent, men i sin samtid nød han stor respekt og popularitet, og han var en anerkendt kriger.